# Яковишин, Георгий Викторович
Гео́ргий Ви́кторович Якови́шин (9 марта 1955, Золотиев — январь 2007, Ровно) — советский футболист. На протяжении всей карьеры на уровне команды мастеров выступал за ровенский «Авангард».

## Биография
Родился в селе Золотиеве (ныне район города Ровно), воспитанник ровенского футбола. С 1973 года играл за «Авангард», в первой команде дебютировал в сезоне 1975 года. В сезоне 1981 года в составе «Авангарда» стал бронзовым призёром V зоны II лиги, среди других игроков и тренеров был удостоен диплома Спорткомитета УССР и почётной грамоты исполкома областного Совета народных депутатов. В сезоне 1983 года, выступая на позиции защитника, стал лучшим бомбардиром «Авангарда» с 16 забитыми мячами. По итогам того сезона вошёл в список 22 лучших игроков команд VI зоны II лиги по версии Федерации футбола УССР под первым номером. Закончил выступления по итогам сезона 1985 года. Был капитаном команды, рекордсменом «Авангарда»/«Вереса» по числу матчей в чемпионате. Вместе с восемью другими футболистами «Авангарда» играл за сборную Ровенской области на VIII летней Спартакиаде УССР и стал серебряным призёром.

## Достижения

### Командные
- Бронзовый призёр чемпионата УССР: 1981
- Серебряный призёр летней Спартакиады УССР: 1983

### Личные
- В списке 22 лучших футболистов УССР: № 1 (1983);